# Bufotes pseudoraddei
Espèce
Synonymes
- Bufo viridis pseudoraddei Mertens, 1971
- Bufo pseudoraddei Mertens, 1971
- Pseudepidalea pseudoraddei (Mertens, 1971)
- Bufo pseudoraddei baturae Stöck, Schmid, Steinlein & Grosse, 1999

Statut de conservation UICN

 LC  : Préoccupation mineure
Bufotes pseudoraddei est une espèce d'amphibiens de la famille des Bufonidae.

## Répartition
Cette espèce est endémique du Pakistan. Elle se rencontre dans le Nord-Est du Gilgit-Baltistan et au Khyber Pakhtunkhwa entre 1 500 et 3 000 m d'altitude dans les forêts tempérées humides. 
Sa présence est incertaine en Afghanistan et en Inde.

## Publication originale
- Mertens, 1971 : Die Amphibien und Reptilien West-Pakistans. 2. Nachtrag. Senckenbergiana Biologica, vol. 52, p. 7-15.